# Specjal
Specjal – marka piwa produkowanego przez Browar w Elblągu należący do Grupy Żywiec.

## Historia i charakterystyka
Pierwszy przywilej warzenia piwa został nadany mieszczanom elbląskim w 1309 roku. W XVI wieku angielscy kupcy założyli na tych ziemiach, przy krystalicznie czystym źródle, osadę o nazwie Angielski Zdrój, w której zaczęli warzyć piwo. Za przełomowy w historii elbląskiego piwowarstwa uważa się rok 1872 – powstało wtedy Towarzystwo Akcyjne Browar Elbląski, które przejęło będący pod auspicjami władz miejskich Angielski Zdrój. Od 1880 roku aż do zakończenia II wojny światowej elbląski browar działał właśnie pod tą nazwą. W tym czasie warzył różne gatunki piw, m.in.: słodowe zwyczajne i karmelowe, jasne bawarskie i białe berlińskie, pilzneńskie niemieckie, eksportowe ciemne, porter niemiecki, koźlak. Były one wielokrotnie nagradzane na wystawach i konkursach. Pierwszym piwem wyprodukowanym w elbląskim browarze po wojnie był Eksport Bałtycki, natomiast bezpośrednim poprzednikiem dzisiejszego Specjala Jasnego Pełnego, który powstał w 1978 roku, był Specjal Pils słynący z dużej klarowności, jasno-bursztynowej barwy i łagodnej goryczki.
W 2010 „Wprost” podał, iż Specjal był wówczas najpopularniejszym piwem w północno-wschodniej Polsce oraz największą marką regionalną w Europie. W skład marki Specjal wchodzi pięć odmian:
- Specjal Jasny Pełny – najbardziej popularny wśród konsumentów. Zwartość ekstraktu: 12,5% wag., zawartość alkoholu: 5,8% obj.
- Specjal Mocny – podwyższona zawartość ekstraktu. Zawartość ekstraktu: 14,5% wag., zawartość alkoholu: 6,7% obj.
- Specjal Niepasteryzowany – wprowadzony na rynek w maju 2011 roku[6]. Zawartość ekstraktu: 12,2% wag., zawartość alkoholu: 5,8% obj.
- Specjal Bursztynowy – wprowadzony na rynek w 2014 roku. Zawartość ekstraktu: b.d., zawartość alkoholu: 6,1% obj.
- Specjal Niefiltrowany z dodatkiem rokitnika – zaprezentowany 27.06.2015 roku na obchodach Dni Elbląga 2015. Zawartość ekstraktu: b.d., zawartość alkoholu: 5,0% obj.

Piwo to jest dostępne w butelce 0,5 l i w puszce 0,5 l oraz keg 30 l.

## Sponsoring
Przy finansowym wsparciu i pod patronatem marki Specjal odbywają się:
- Gdański Jarmark św. Dominika,
- Inscenizacja Bitwy pod Grunwaldem na polach w okolicy wsi Grunwald,
- Inscenizacja Oblężenia Zamku w Malborku,
- imprezy Bursztynowe Lato w Krynicy Morskiej,
- Elbląskie Biesiady Specjala,
- oraz wiele letnich imprez plenerowych na północy kraju.

Specjal wspiera również drużyny sportowe:
- klub piłkarek ręcznych Start Elbląg,
- klub piłkarski Olimpia Elbląg,
- klub piłkarski Stomil Olsztyn (piłka nożna),
- klub piłkarski Chojniczanka Chojnice.

## Nagrody i wyróżnienia
- 1995 – srebrny medal na Międzynarodowych Targach Poznańskich Polagra,
- 1996 – brązowy medal na Międzynarodowych Targach Poznańskich Polagra,
- 1997 – brązowy medal na Międzynarodowych Targach Poznańskich Polagra,
- 1998 – złoty medal na Ogólnopolskim Konkursie Jakości Piwa w Instytucie Biotechnologii w Warszawie,
- 1999 – brązowy medal na Ogólnopolskim Konkursie Jakości Piwa w Instytucie Biotechnologii w Warszawie[3],
- 2010 – wyróżnienie II stopnia w kategorii Produkt żywnościowy o charakterze przemysłowym w Konkursie na Najlepszy Produkt i Usługę Warmii i Mazur[7].